# ماریا ترزا ورا
ماریا ترزا ورا (گوانجا، ۶ فوریه ۱۸۹۵ – هاوانا، ۱۷ دسامبر ۱۹۶۵) خواننده، گیتاریست و آهنگساز اهل کوبا بود. او نمونه بارز جنبش تروا در کوبا بود و بین سال‌های ۱۹۱۱ تا ۱۹۶۲ میلادی فعالیت می‌کرد.
او را یک زن با نفوذ در حوزه موسیقی کوبا می‌شناسند و دستاوردهای او در موسیقی تأثیر ماندگار داشته و او به عنوان یکی از تأثیرگذارترین موسیقی‌دانان این کشور شناخته می‌شود.

## زندگی
ورا در ۶ فوریه در سال ۱۸۹۵ در گوانجا، کوبا متولد شد. او پس از پیوستن به یک جمع غیرمتعارف نوازندگان تروا، در سن جوانی گیتار را برگزید. نوازندگی‌های سرگردان خیابانی که به عنوان "problemadours" شناخته شده‌اند، به ورا آموزش دادند که چگونه برای ترانه‌های تروا آهنگ بسازد و متن ترانه‌های شاعرانه این ژانر را با گیتار اجرا کند.
در سال ۱۹۱۱، ورا اولین کنسرت خود را در تئاتری در هاوانا اجرا کرد. ورا به عنوان یکی از اولین صداهای زن تروا، چندین قطعه موسیقی و آواز گروهی موفق را از آهنگ‌های اصلی به همراه تفسیرهای دیگر از سبک‌های کوبایی به اجرا درآورد.
برخی از ترانه‌های ورا به‌طور منظم در برنامه‌های رادیویی هاوانا پخش شدند، و موسیقی او مسیر ظهور موسیقی محبوب کوبا در سراسر جهان در دهه‌های ۱۹۳۰ و ۴۰ را هموار کرد.
ورا در طول زندگی حرفه‌ای خود نزدیک به دویست آهنگ ضبط کرد، هرچند افراد نزدیک به او می‌گویند او می‌تواند بیش از هزار آهنگ اجرا کند.